# Kieleckie Towarzystwo Naukowe
Kieleckie Towarzystwo Naukowe – stowarzyszenie działające od 21 grudnia 1957 roku, którego podstawowym celem jest praca nad rozwojem i popularyzacją badań naukowych szczególnie dotyczących województwa świętokrzyskiego.

## Historia
Towarzystwo powstało na fali zmian, jakie przyniósł październik 1956 roku. Przez dziesięć pierwszych lat działalności Kieleckiego Towarzystwa Naukowego zaangażowani byli działacze wywodzący się ze środowiska przedwojennych regionalistów. W tym okresie można dostrzec więcej działań o charakterze regionalnym niż stricte naukowym, co było konsekwencją składu zarządu, który stanowili w większości regionaliści. Podejmowane wówczas działania koncentrowały się na dyscyplinach neutralnych politycznie, to znaczy archeologii i naukach przyrodniczych. Źródłem utrzymania była stała dotacja władz wojewódzkich umieszczana corocznie w budżecie Wydziału Kultury Prezydium Wojewódzkiej Rady Narodowej w Kielcach. Siedzibą Towarzystwa w latach 1958–1968 było mieszkanie pierwszego prezesa Edmunda Massalskiego przy ul. Czerwonego Krzyża nr 5, a następnie jeden, a później dwa pokoje w budynku Wojewódzkiego domu kultury przy ul. Ściegiennego nr 6.
Druga połowa lat sześćdziesiątych przyniosła istotne zmiany w sytuacji KTN. W 1969 roku odszedł dotychczasowy prezes Edmund Massalski. Ster przejęli młodsi działacze, w tym kilku mocno powiązanych z elitami ówczesnych władz politycznych. Zaowocowało to poważnymi zmianami w działalności Towarzystwa. Otrzymało ono lokal biurowy oraz zezwolenie na wydawanie periodyku „Studia Kieleckie”. Przejęto także redakcję „Rocznika Świętokrzyskiego”. Jednocześnie zaczęto w większym stopniu penetrować zagadnienia najnowszej historii regionu i polityki społecznej, choć nadal silny pozostawał nurt badań przyrodniczych. Od 1984 roku za zgodą Ministerstwa Nauki, Szkolnictwa wyższego i Techniki, KTN mógł realizować odpłatne prace badawcze na rzecz organizacji gospodarczych Kielecczyzny.
W latach 1988–1998 Towarzystwo wspierało i sponsorowało działalność powstałych w tym okresie instytucji kultury i placówek oświatowych. Wsparcie wyrażało się w uczestnictwie wielu członków KTN, specjalistów różnych dziedzin nauk w wykładach prowadzonych w uniwersytecie trzeciego wieku, którego jednym z założycieli był właśnie KTN. Od lat dziewięćdziesiątych stałymi partnerami Towarzystwa są: Wyższa Szkoła pedagogiczna, Politechnika Świętokrzyska, Wyższe Seminarium Duchowne, Wyższe szkoły niepubliczne, stowarzyszenia kulturalne i oświatowe: Polskie Towarzystwo Historyczne, Towarzystwo Literackie im. A. Mickiewicza, Towarzystwo Górnictwa, Hutnictwa i Przemysłu Staropolskiego, Polski Klub Ekologiczny i inne instytucje. Na początku lat 90. nastąpiło wzmożenie działalności w dziedzinie popularyzatorskiej – organizowaniu sesji popularnonaukowych, konferencji naukowych, spotkań w ramach wszechnic, konkursów szkolnych. W latach 1994–1995 KTN brał udział w blisko dwudziestu takich imprezach rocznie. Jako regionalne towarzystwo naukowe KTN z założenia daje pierwszeństwo problemom badawczym związanym z dziejami regionu. 
W roku 2014 KTN zmieniło siedzibę. Biuro Towarzystwa mieści się teraz na Rynku w Kielcach w jednym z pomieszczeń Muzeum Dialogu Kultur – Oddziału Muzeum Narodowego w Kielcach.

## Prezesi Kieleckiego Towarzystwa Naukowego
Źródło: 
- Edmund Massalski (1958–1969)
- doc. dr inż. Zbigniew Rubinowski (1969–1973)
- doc. dr hab. Zenon Guldon (1973–1974)
- dr hab. Jan Zieliński (1974–1975)
- doc. dr Józef Mrożkiewicz (1975–1977)
- prof. dr hab. Zdzisław Czarny (1977–1986)
- prof. dr hab. Stanisław Cieśliński (1986–1989)
- prof. dr hab. Adam Massalski (1989–2010)
- prof. dr hab. inż. Tomasz Lech Stańczyk (2010–2015)
- prof. dr hab. Marek Jóźwiak (2015–2016)
- dr hab. Marzena Marczewska (2016–2019)
- dr hab. Barbara Gierszewska (2019–2022)
- dr hab. Marzena Marczewska (od 2022)